# I Will Follow
"I Will Follow" é uma canção da banda irlandesa U2. É a primeira faixa e segundo single do álbum de estreia Boy, de 1980. A canção foi escrita três semanas antes do U2 gravar o álbum. Em 2005, a revista Blender classificou a canção no número de #214 no "The 500 Greatest Songs Since You Were Born".
| “ | "A primeira canção do U2 apresenta o som de guitarra que define seu trabalho". | ” |

## Lista de faixas
| N.º | Título            | Duração |  |
| 1.  | "I Will Follow"   | 3:37    |  |
| 2.  | "Boy-Girl" (Live) | 3:24    |  |

## Posição nas paradas musicais

### Lançamento de 1981
| Parada (1981)                         | Posição |
| ------------------------------------- | ------- |
| Austrália (Kent Music Report)         | 71      |
| Nova Zelândia (Recorded Music NZ)     | 34      |
| Estados Unidos (Billboard Top Tracks) | 20      |

### Lançamento de 1982
| Parada (1982)      | Posição |
| ------------------ | ------- |
| Netherlands Top 40 | 12      |

### Lançamento de 1983
| Parada (1984)                      | Posição |
| ---------------------------------- | ------- |
| Estados Unidos (Billboard Hot 100) | 81      |